# Вулиця Остафія Дашкевича (Київ)
Ву́лиця Оста́фія Дашке́вича — вулиця на межі Дніпровського та Деснянського районів міста Києва, житлові масиви Воскресенський, Куликове. Пролягає від Миропільської вулиці до вулиці Миколи Кибальчича.
Прилучаються вулиці Чорних Запорожців, Сулеймана Стальського, Івана Микитенка і Едуарда Вільде.

## Історія
Вулиця виникла у 50-ті роки XX століття під назвою Нова. З 1957 року мала назву вулиця Курнатовського на честь російського революціонера-марксиста Віктора Курнатовського.
Сучасна назва на честь Остафія Дашкевича, організатора козацьких загонів, першого кошового отамана Війська Запорозького (1508) та засновника колишнього села Воскресенка, через яке нині пролягає вулиця — з 2021 року.

## Установи та заклади
- Медична лабораторія «Сінево Україна» (буд. № 4-б); немає вже.
- Дитячий сад-яслі № 655 (буд. № 4-в);
- Невідкладна медична допомога для дорослих Дніпровського району (буд. № 5);
- Дитяча поліклініка № 2 Дніпровського району, Дитяча невідкладна допомога Дніпровського району (буд. № 7);
- Управління праці та соціального захисту населення у Дніпровському районі, Територіальний центр соціального обслуговування одиноких малозабезпечених пенсіонерів та інвалідів у Дніпровському районі (буд. № 7-а);
- Бібліотека на Воскресенці (буд. № 9);
- Відділення № 02183 «Укрпошти» (буд. № 15);
- Супермаркет «Сільпо» (буд. № 22/10).

## Зображення

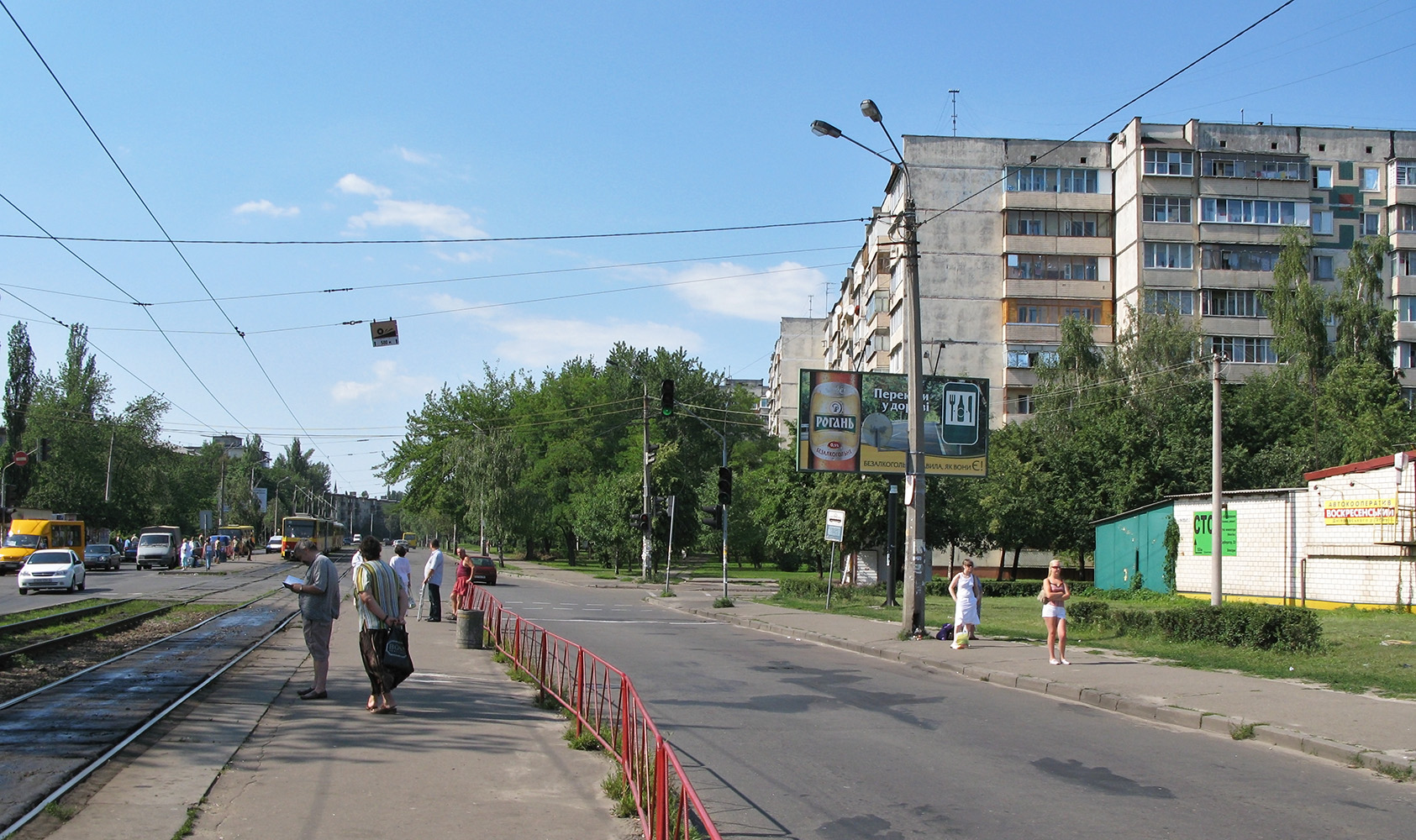
Перехрестя вул. Остафія Дашкевича та Чорних Запорожців
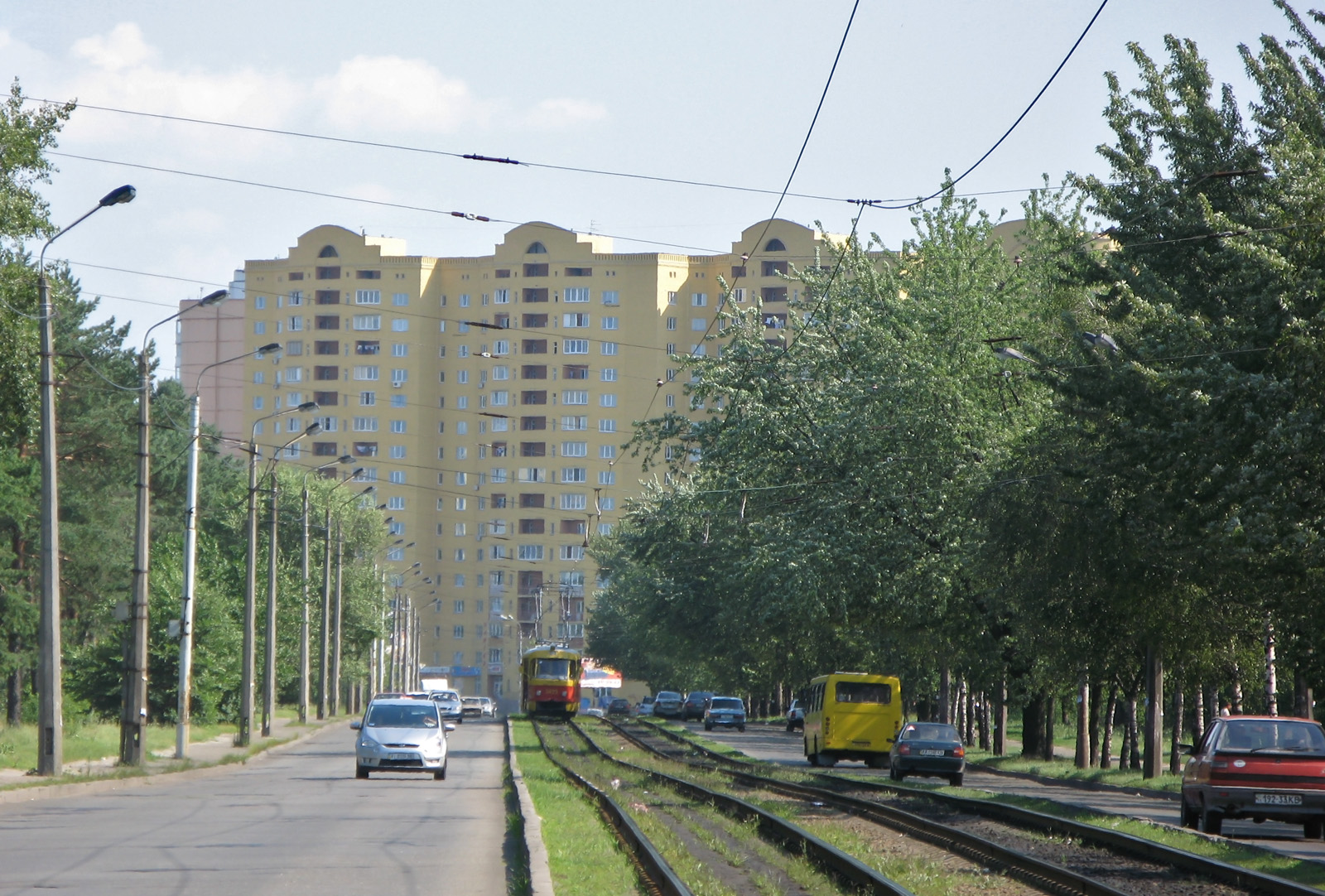
Трамвайна лінія на вул. Остафія Дашкевича